# Requiem

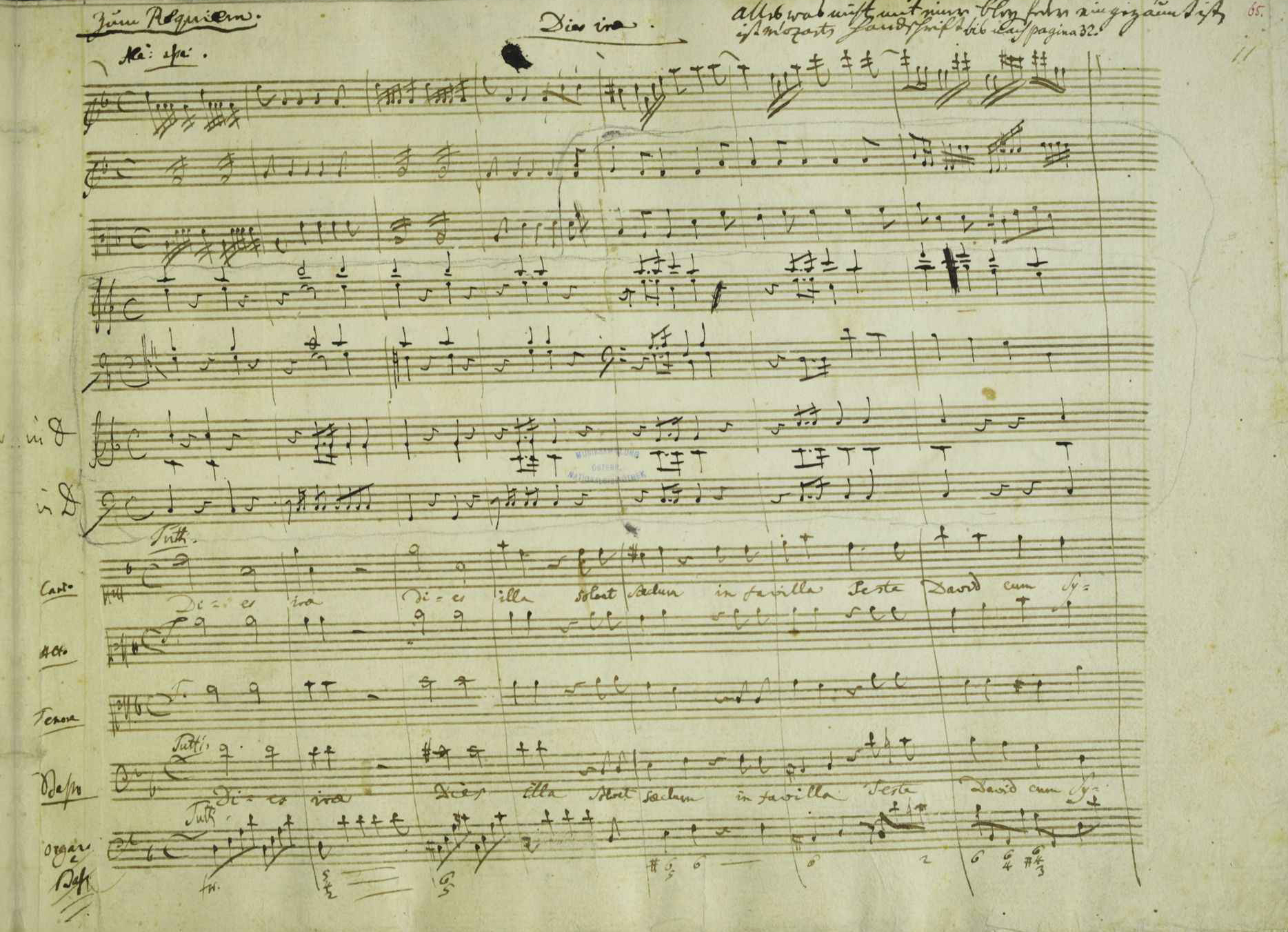
Autografo del Requiem K 626 di Wolfgang Amadeus Mozart: l'inizio del Dies Irae

Il requiem è una messa secondo il rito liturgico della Chiesa cattolica eseguita e celebrata in memoria del defunto. Viene celebrata come servizio funebre, in particolare nel caso di funerali solenni, e nel giorno dei defunti, che vengono commemorati il 2 novembre. Secondo la religione cattolica le messe offerte in memoria dei defunti che si trovano in Purgatorio possono abbreviare la loro permanenza di espiazione, a favore di un più celere passaggio al Paradiso.
L'uso, molto popolare, della parola requiem deriva dalle parole iniziali dell'Introito: «Requiem aeternam dona eis, Domine, et lux perpetua luceat eis.» («L'eterno riposo dona loro, Signore, e splenda ad essi la luce perpetua.») Il rito delle esequie nella liturgia cattolica differisce dalla messa di tutti i giorni anche perché vengono omesse alcune parti, mentre è prevista la sequenza Dies irae.

## Testi del messale
I testi della Messa da Requiem presenti nell'attuale Messale Romano (riformato dopo il Concilio Vaticano II), sono solo in parte quelli che, nel corso dei secoli, hanno ispirato molti grandi compositori.
Sono invece integralmente presenti nel Messale promulgato da papa Giovanni XXIII nel 1962 (spesso detto "tridentino"), utilizzato per la celebrazione della Messa nella forma straordinaria del rito romano.

### Introito
a Te si sciolga il voto in Gerusalemme: a Te, che ascolti la preghiera,
viene ogni mortale.»

### Kyrie eleison
Come nell'Ordinario della messa.

### Sequenza
Dies irae, dies illa

solvet saeclum in favilla,

teste David cum Sybilla.

Quantus tremor est futurus,

quando judex est venturus,

cuncta stricte discussurus.

Tuba mirum spargens sonum

per sepulchra regionum,

coget omnes ante thronum.

Mors stupebit et natura,

cum resurget creatura,

judicanti responsura.

Liber scriptus proferetur,

in quo totum continetur,

unde mundus judicetur.

Judex ergo cum sedebit,

quidquid latet apparebit,

nil inultum remanebit.

Quid sum miser tunc dicturus,

quem patronum rogaturus,

cum vix justus sit securus.

Rex tremendae maiestatis,

qui salvandos salvas gratis,

salva me, fons pietatis.

Recordare Jesu pie,

quod sum causa tuae viae,

ne me perdas illa die.

Quaerens me sedisti lassus,

redemisti crucem passus;

tantus labor non sit cassus.

Juste judex ultionis,

donum fac remissionis

ante diem rationis.

Ingemisco tamquam reus,

culpa rubet vultus meus:

supplicanti parce, Deus.

Qui Mariam absolvisti,

et latronem exaudisti,

mihi quoque spem dedisti.

Preces meae non sunt dignae,

sed tu, bonus, fac benigne,

ne perenni cremer igne.

Inter oves locum praesta,

et ab haedis me sequestra,

statuens in parte dextra.

Confutatis maledictis,

flammis acribus addictis,

voca me cum benedictis.

Oro supplex et acclinis,

cor contritum quasi cinis,

gere curam mei finis.

Lacrimosa dies illa,

qua resurget ex favilla

judicandus homo reus.

Huic ergo parce, Deus.

Pie Jesu Domine, 

dona eis requiem! 

Amen!
Giorno d'ira, quel giorno

distruggerà il mondo nel fuoco,

come affermano Davide e la Sibilla.

Quanto terrore ci sarà,

quando verrà il giudice,

per giudicare ogni cosa.

Una tromba che diffonde un suono meraviglioso

nei sepolcri di tutto il mondo,

chiamerà tutti davanti al trono.

La morte e la natura stupiranno,

quando la creatura risorgerà,

per rispondere al giudice.

Verrà aperto il libro,

nel quale tutto è contenuto,

in base al quale il mondo sarà giudicato.

Non appena il giudice sarà seduto,

apparirà ciò che è nascosto,

nulla resterà ingiudicato.

E io che sono misero che dirò,

chi chiamerò in mia difesa,

se a mala pena il giusto è tranquillo?

Re di tremenda maestà,

tu che salvi per tua grazia,

salva me, o fonte di pietà.

Ricordati, o Gesù buono,

che sono il motivo della tua via,

non perdermi, in quel giorno.

Cercandomi ti sedesti stanco,

mi hai salvato morendo in croce;

fa' che tanta fatica non sia inutile.

O giudice che punisci giustamente,

donami la remissione dei peccati

prima del giorno del giudizio.

Piango perché sono colpevole,

il mio volto arrossisce per la colpa:

risparmia chi ti supplica, o Dio.

Tu che hai assolto Maria Maddalena,

e hai esaudito il ladrone,

hai dato speranza anche a me.

Le mie preghiere non sono degne,

ma tu, buono, fa' benignamente,

che io non bruci nel fuoco eterno.

Dammi un posto tra gli agnelli,

allontanami dai capri,

ponendomi alla tua destra.

Condannati i maledetti,

gettati nelle vive fiamme,

chiama me tra i benedetti.

Prego supplice e prostrato,

il cuore contrito come cenere,

abbi cura della mia sorte.

Giorno di lacrime, quel giorno,

quando risorgerà dalle braci

l'uomo reo per essere giudicato.

Ma tu risparmialo, o Dio.

Signore Gesù buono, 

dona loro riposo! 

Amen!

### Sanctus e Benedictus
Come nell'Ordinario della Messa.

### Agnus Dei
Testo come nell'Ordinario della messa, con le invocazioni miserere nobis modificate in dona eis requiem, e dona nobis pacem in dona eis requiem sempiternam ("Dona loro la pace (eterna).")

### Communio
(LA)
(IT)

## Il Requiem nel rito parigino
Il rito parigino ha una Messa per i defunti che presenta alcune differenze con il Requiem del rito romano:
- una lieve variazione di testo nell'introito: Exaudi Deus orationem meam al posto di Exaudi orationem meam;
- differenza nel graduale;
- omissione del Dies irae;
- cinque differenze di testo nell'offertorio Domine Jesu Christe.

Il testo del Requiem secondo il rito parigino si ritrova in molte composizioni musicali francesi; non mancano neppure esempi di commistione fra i due messali. Tracce del messale parigino sono ancora presenti nei Requiem della fine del XVIII secolo e dell'inizio del XIX secolo.

## Il Requiem nel rito ambrosiano
Anche il rito ambrosiano presenta alcune differenze con il Requiem del rito romano:
- omissione del Dies irae come nel rito parigino;
- alcune differenze di testo tra cui la più significativa è l'assenza del "christe eleyson" come nella liturgia orientale

È curioso notare che il Requiem di Verdi (autore che pure conosceva il rito ambrosiano, composto in onore di Manzoni che pure frequentava assiduamente questo rito) dopo varie vicissitudini e compromessi fu rappresentato a Milano secondo la tradizione del rito romano.